# شک‌گرایی
شک‌گرایی یا شکاکیت یا اسکپتیسیسم (به انگلیسی: Skepticism) یکی از مکاتب زیرمجموعهٔ خردگرایی است.
شک‌گرایان اصراری بر اثبات و پافشاری بر عقاید خود و دیگران نداشته و همواره آمادهٔ شنیدن نظریات دیگرند. شک‌گرایان ابایی از اعتراف به نادانی در مواردی که علم روز هنوز به جواب قطعی نرسیده ندارند (بر خلاف بسیاری مکاتب و ادیان که صرف ندانستن چرایی رخدادها را از براهین اثبات معبود خویش برمی‌شمارند). همچنین، در بسیاری موارد با وجود نظریات غالب، اقدام به تأیید یا تکذیب موضوعی نمی‌کنند.
البته شک‌گرایی، به‌معنای بی‌تفاوتی در مقابل رویدادهای روز نیست. شک‌گرایان، خود را موظف به تلاش برای به دست آوردن پاسخ‌های محکم‌تر و نزدیک‌تر به حقیقت می‌دانند؛ اما از آن سو هیچ پاسخی ایشان را از شنیدن نظریات بعدی منصرف نخواهد کرد. شک‌گرایان در حوزهٔ علم، همواره آویخته به آخرین و مستندترین نظریات و دستاوردها هستند.
از مشخصات شک‌گرایی می‌توان به عدم ثبات و قطعیت، اندیشهٔ پیوسته و به چالش کشیدن پیش‌فرض‌ها و گهگاه بدیهیات (به‌زعم دیگران) اشاره کرد.
شک‌گرایی ناظر به معرفت به حقیقت است و نه خود حقیقت؛ اما ممکن است در نظر برخی شک‌گرایان، «حقیقت» یک موضوع نسبی باشد و نه مطلق.

## چیستی شکاکیت

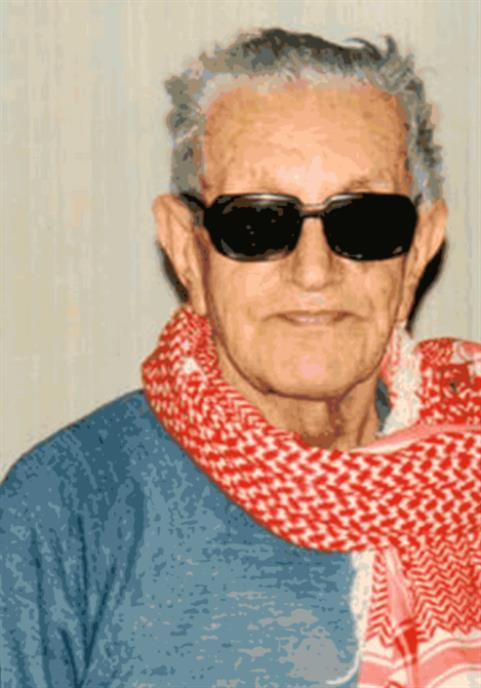
عبدالله القصیمی یکی از تأثیرگذارترین نویسنده‌های شک‌گرا در جهان عرب

شاید مهم‌ترین پرسش معرفت‌شناسی قلمرو معرفت باشد یعنی پرسش از محدوده معرفت آدمی که ممکن است متحقق شود. این پرسش که دامنه و قلمرو این معرفت کجاست؟ معرفت آدمی در چه موردی ناممکن است؟ یعنی آیا در جهان پیرامون ما یا در درون ما آدمیان، ممکن است چیزها یا امور یافت شود که ما هرگز نتوانیم به آن‌ها معرفت پیدا کنیم یا در باور به آن‌ها موجه باشیم؟ پاسخ این سؤال ممکن است مثبت یا منفی باشد ولی نگرش شکاکانه می‌گوید قلمرو معرفت آدمی محدود است.
آدمی بسیاری از نادانسته‌هایش را جزء موضوعات پژوهش قرار می‌دهد اما از نگاه شکاکان، آدمی به اتکای امکانات شناختی‌اش اساساً بعضی از امور را نمی‌تواند بداند و این متفاوت است با اینکه بگوییم آدمی بعضی از چیزها را فعلاً نمی‌داند. مطابق نظر شکاک فلسفی، معرفت آدمی دارای یک گونه مرزبندی معرفتی است، به‌گونه‌ای که بیرون از آن مرزها اصولاً منطقه ممنوعه معرفت به‌شمار می‌رود و آن‌ها را باید اموری نادانستنی تلقی کرد نه نادانسته‌ها (دانستنی در برابر نادانسته یا مجهول).

از نگاه بعضی افراد چالش‌های شکاکانه جدی نیستند، و شکاکیت اصولاً در مسیری ناموافق با طبیعت عقلانی آدمی در جریان است و اگر ذهن در وضعیت عادی و طبیعی باشد هرگز به دام مدعای شکاکانه گرفتار نمی‌آید. آدمی بسیاری از چیزها را می‌داند و می‌تواند بداند همچنین جریان زندگی عادی تنها در بستر معرفت به بسیاری از امور است که می‌تواند جریان داشته باشد. اما سؤال این است که «مسیر طبیعت عقلانی» یا «وضعیت عادی زندگی» چیست؟ گویا منظور از چنین برداشتی علم متعارف می‌باشد.
با این وجود حتی اگر مقصود دریافت‌های متعارف نیز باشد، نمی‌توان چنین نتیجه گرفت. در ضمن اینکه آیا هر باوری را تنها به این دلیل که مبتنی بر دریافت‌های متعارف است، باید معرفت تلقی کرد؟ آیا اینکه فردی از مسافرت صرفنظر کند تنها به این دلیل که دیشب خوابی دیده و باور کرده‌است اتفاق بدی برای او خواهد افتاد. در علم متعارف ما هم دلایل پرشماری وجود دارند که چنین‌اند. از همین روی، باورهایی که هم صادق باشند و هم موجه چندان هم به آسانی بدست نمی‌آیند.

نگرش شکاکانه دائماً تلاش دارد تا بر فاصله بین باور و باور موجه و همچنین بین باور موجه و معرفت انگشت نهد. این دو، در واقع، دو فاز مهم شکاکیت هستند. در مرحله نخست شکاک تلاش می‌کند تا روشن سازد «هیچ چیز را نمی‌توان به گونه‌ای موجه باور کرد.» و در مرحله دوم تلاش می‌کند حتی اگر بپذیریم می‌توان چیزی را به گونه موجهی باور کرد، نباید گمان کرد که این باور موجه لزوماً معرفت است. چرا که باور موجه تنها هنگامی معرفت است که صادق نیز باشد. بدین ترتیب چالش‌های شکاکیت شکل می‌گیرد.
حتی از نظر شکاکان «ممکن است باورهایی باشند که موجه‌اند ولی به دلیل نبود عنصر صدق، معرفت نیستند.» معقول بودن چنین احتمالی، مبنای بسیاری از چالش‌های شکاکانه‌است؛ مثلاً هر کدام از ما می‌تواند به‌گونه‌ایی موجه موضوعی را باور کند، حال آنکه هرگز بدان معرفت نداشته باشد، زیرا در توهم‌های حس اساساً چیزی در واقعیت نیست، تا بتوان بدان معرفت داشت.
پس می‌بینیم چگونگی شکل‌گیری چالش‌های شکاکانه نشان می‌دهد چرا این چالش‌ها را باید مهم شمرد و نادیده گرفتن اهمیت این چالش‌ها هرگز از واقعیت آن‌ها نمی‌کاهد.

## انواع ادعاهای شکاکانه
آنچه انواع ادعاهای شکاکان را به وجود می‌آورد وضعیت ادعای شکاکانه از نظر شمول و فراگیری آن است. این ادعاها به دو دسته تقسیم می‌شوند ادعاهای شکاکیت مطلق و ادعاهای شکاکیت محدود.

### شکاکیت مطلق
شکاکیت مطلق مدعی آن است تحقق هر موردی از معرفت ناممکن است.

بنا به ادعاهای شکاکیت مطلق، آدمی هیچ چیز را نمی‌تواند بداند و بنا به قرائت شدیدتر، دربارهٔ هیچ باوری نیز نمی‌تواند موجه باشد. گاهی شکاکیت مطلق را شکاکیت افراطی به‌شمار می‌آورند که بر تفکر شکاکان یونان باستان بازمی‌گردد. دو انتقاد از شکاکیت مطلق بدین شرح است:
(۱) شکاکیت مطلق به گونه‌ای دچار ناسازگاری درونی است؛ یعنی شکاک مطلق مدعی آن است که «هیچ چیزی را نمی‌توان دانست» اما آیا او واقعاً می‌داند که «هیچ چیز را نمی‌توان دانست»؟ اگر او بپذیرد که چنین چیزی را نمی‌توان دانست، بنابراین چگونه مدعی آن است؟ اما اگر او بپذیرد که چنین چیزی را می‌داند، ادعای او گرفتار گونه‌ای ناسازگاری، و به تعبیری خود–متناقض است. اگر مفاد گزاره‌ای خود را ابطال کند، این گزاره خود-متناقض است. اگر شکاک می‌داند که «هیچ چیزی را نمی‌توان دانست» پس او نمی‌تواند مدعی آن باشد که هیچ چیزی را نمی‌توان دانست؛ زیرا این خود موردی از دانستن است و آن ادعای کلی را نقض می‌کند. اما از سوی دیگر، اگر واقعاً هیچ چیزی را نمی‌توان دانست؛ بنابراین او همین را نیز نمی‌تواند بداند که هیچ چیزی را نمی‌توان دانست. دو قرائت از شکاکیت مطلق را باید در کتب معرفت‌شناسی جست که یکی قرائت شکاکیت آکادمیک () و دیگری شکاکیت پیرونی () می‌باشد.

مدعای شکاکیت مطلق آن است که هیچ چیز را نمی‌توان دانست که اگر این ندانستن معطوف به معرفت باشد قرائت حداقلی شکاکیت مطلق است و اگر این ندانستن متوجه باور موجه باشد قرائت قوی‌تر شکاکیت مطلق که قرائت حداکثری از شکاکیت مطلق خواهد بود. نقادان شکاکیت مطلق بر آن هستند که چنین ادعایی دچار ناسازگاری و خود تناقضی است. بدین ترتیب منتقدان این نوع شکاکیت می‌پرسند آیا شکاک همین موضوع را می‌داند یا نمی‌داند؟ حال چنانچه آنان بگوید این موضوع را می‌دانیم پس آنان حداقل به چیزی علم دارند و اگر بگوید نمی‌دانیم آنان چطور چنین حکمی را صادر نموده‌اند؟ ولی گویا انتقاد به شکاکیت بنابر فرض هنگامی وارد است که شکاک به جز دانستن و ندانستن هیچ گزینه‌ای دیگر در اختیار نداشته باشد. در حالی که باور اعم از معرفت است. از همین رو اعم (باور موجه) می‌تواند باشد. حتی اگر اخص (معرفت) در کار نباشد. بدین معنا می‌توان دربارهٔ گزاره‌ای باور موجه داشت ولی معرفت نداشت. ما در بسیاری از مواقع به گونه‌ای موجه به گزاره‌ای باور داریم حتی اگر واقعاً آن را نتوانیم بدانیم.

درخصوص این انتقاد به قرائت حداقلی، شکاک خواهد گفت «هیچ چیزی را نمی‌توان دانست» و این گونه از ادعای شکاکانه به هیچ روی خود- متناقض نیست. به بیان ساده‌تر، شکاک بدون گرفتار آمدن به خود تناقضی می‌تواند باور موجه داشته باشد مبنی بر اینکه هیچ موردی از معرفت ممکن نیست؛ بنابراین از راه انتقاد یاد شده نمی‌توان راه او را بست.
(۲) شکاک مطلق نمی‌تواند به لحاظ عملی نگرش خود را چندان جدی بگیرد. به بیان دیگر التزام به پی‌آمدهای علمی این نگرش تقریباً ناممکن است. شکاک مانند افراد دیگر می‌خورد، می‌آشامد، به هنگام بروز خطر می‌گریزد و برنداشته‌ها حسرت می‌خورد. چنین شخصی با آنچه در پیرامون او می‌گذرد، بر وفق نگرشش رفتار نمی‌کند و او بمانند همان شخصی رفتار می‌کند که دربارهٔ آن‌ها بسیاری از چیزها را می‌داند.
با این که این انتقاد همه‌فهم‌تر از انتقاد پیشین است لیکن این موضوع را مفروض گرفت است که هر کس چنان رفتار می‌کند که می‌داند.

اما ظاهراً این فرض نیازمند بررسی است. به سادگی می‌توان به رویکرد پیشین مراجعه کرد، یعنی دانستن به چیزی را با دانستن باوری موجه دربارهٔ آن جانشین کرد. شکاک مطلق در همه موارد عمل باور دارد و این او را ملزم نمی‌دارد که در آن موارد معرفت نیز داشته باشد.

### شکاکیت محدود
شکاکیت محدود مدعی است موارد معرفت تنها به برخی از حیطه‌ها امکان‌ناپذیر است، یعنی تنها پاره‌ای از امور دانستنی هستند. این گونه شکاکیت را می‌توان شکاکیت معتدل به‌شمار آورد. چرا که می‌توان با تمهیداتی از ناسازگاری درونی و نتایج آن اجتناب کرد. انواع شکاکیت محدود بسته به نوع استدلال‌ها و مستندهایش انواع گوناگونی دارد. برخی از آن‌ها می‌گویند گزاره‌های مابعدالطّبیعی بیرون از حیطهٔ امکان معرفت می‌باشد، برخی دیگر دربارهٔ گزارهٔ اخلاقی، برخی معرفت تجربی را ناممکن قلمداد کرده‌اند.
یکی از راه‌های رویارویی با شکاکیت محدود این است که نشان داده می‌شود این نوع شکاکیت، محدود به حیطه موردنظر نخواهد ماند یعنی مستلزم شکاکیت مطلق است، آنگاه همه آنچه امکان دارد در شکستن شکاکیت مطلق بکار گرفت.

یکی از صورت‌های شکاکیت از راه استدلال است. این نوع شکاکیت هم عوامل آکادمیک دارد و هم عوامل غیرآکادمیک. دلایل غیر آکادمیک از تعارض باورهای موجه و صادق افراد که منظومه‌های بسامان (سیستماتیک) معرفتی دارند، با سایر باورها در فرهنگ‌ها و شرایط دیگر به وجود می‌آید. ایشان معمولاً می‌پرسند: آیا توجیه معیار قاطع و روشنی دارد؟ آیا توجیه می‌تواند بر معیارهایی تکیه کند که از بروز مواردی این چنینی جلوگیری نماید؟ آیا می‌توان هم دربارهٔ هر کدام از این باورها و همچنین دربارهٔ باورهای رقیبشان واقعاً موجه بود؟ اگر بگویم دسته‌ای از این باورها موجه‌اند، آنگاه باید برای این تنوع تبین ویژه‌ای ارائه کنیم. اما اگر بگوییم هیچ‌کدام از این باورها واقعاً موجه نیستند، آنگاه باید بپذیریم که به انتهای نگرش شکاکانه رسیده‌ایم.

اما عوامل آکادمیک شکاکیت از راه استدلال شک‌های کلی و بسامان می‌سازند که دارای نگرش فلسفی‌اند و هر روز به تبع پیشرفت فلسفه از مفاهیم جدید فلسفی بیشتری برخوردار می‌شوند؛ مثلاً در بحث تحلیل معرفت به باور صادق موجه آنان اگر بخواهند ناممکن بودن تحقق معرفت سامان دهند، آن‌ها پیش از آن به دنبال آن هستند که بگویند دقیقاً این چه چیزی است که امکان وقوع ندارد؛ یعنی شکاکیت از راه استدلال آکادمیک معمولاً معرفت و مؤلفه‌های سازنده آن را جدی می‌گیرند. آنان می‌گویند داشتن چیزی یعنی کسب یقین نسبت به آن و یقین بدست نمی‌آید مگر با تردیدناپذیری و تجدیدنظرناپذیری. تردیدناپذیری یعنی معرفت باید از هرگونه شک و تردید مصون و ایمن باشد. خطاناپذیری یعنی نباید هیچگونه بتواند موضوع تجدید نظر و بازبینی قرار بگیرد. ظاهراً با چنین شرایطی احراز معرفت امکان‌پذیر نخواهد بود. این همان مطلوب نظر شکاکان است از آن رو که این نگرش با مفاهیم فلسفی همراه‌اند و استدلال‌های شکاکانه با کاربست این گونه از مفاهیم شکاکیت ترید می‌کند که بهتر است شکاکیت فلسفی نامیده شود.

## شکاکیت، معرفت و توجیه معرفتی
شکاکیت هم در حیطه معرفت و هم در حیطه باور موجه مطرح است. اگر بخواهیم بدانیم نگرش شکاکانه این دو گونه شکاکیت را چگونه پیش می‌برد باید ابتدا به شکاکیت فلسفی دربارهٔ معرفت و سپس شکاکیت فلسفی دربارهٔ توجیه معرفتی را مورد بررسی قرار دهیم.
شکاکیت فلسفی دربارهٔ معرفت به مؤلفه توجیه حمله‌ور می‌شود از نگاه شکاک دربارهٔ معرفت چیزی نمی‌توان دانست زیرا در مورد هیچ چیز نصاب لازم از توجیه را نمی‌توان داشت؛ یعنی نمی‌توان صدق گزاره مثل P را چنان‌که باید احراز کرد. در این گونه موارد ما دارای باور موجه هستیم ولی چنان‌که باید نه و به تعبیر فنی‌تر توجیه به اندازه کافی یا توجیه در مرتبه K نداریم.
صورت بندی این گونه شکاکیت چنین است:
شخص S گزارهP را می‌داند اگر و تنها اگر شخص S در باور به گزاره صادق P دارای توجیه در مرتبه K باشد.
در واقع شکاک در باب معرفت تلاش می‌کند تا اثبات کند هرگز نمی‌توان دربارهٔ هیچ گزاره‌ای، یا دست کم دربارهٔ دسته خاصی از گزاره‌ها به توجیه مرتبه k رسید. بدین ترتیب هرگز نمی‌توان به گزاره P معرفت پیدا کرد.
شکاکیت دربارهٔ توجیه معرفتی در مقایسه با شکاکیت دربارهٔ معرفت جدی تر و به لحاظ معرفت‌شناسی تهدید آمیزتر است؛ زیرا مدعای این گونه شکاکیت این است که نه تنها به معرفت به گزاره P ناممکن است، بلکه حتی باور به گزاره P نیز نمی‌تواند موجه باشد. این بدان معناست که به گزاره P نه تنها نمی‌تواند توجیه در مرتبه K داشته باشد، بلکه گزاره P هیچگونه توجیه دیگری نیز نمی‌تواند داشته باشد. این نوع شکاکیت، شکاکیت حداکثری است. ناگفته پیداست شکاکیت دربارهٔ توجیه معرفتی دربردارنده مدعای شکاکیت دربارهٔ معرفت نیز هست. اما عکس آن صادق نیست.

## ادبیات شک گرایانه
کاندید اثر ولتر.
موبی دیک اثر هرمان ملویل.